# جغرافيا تورنتو

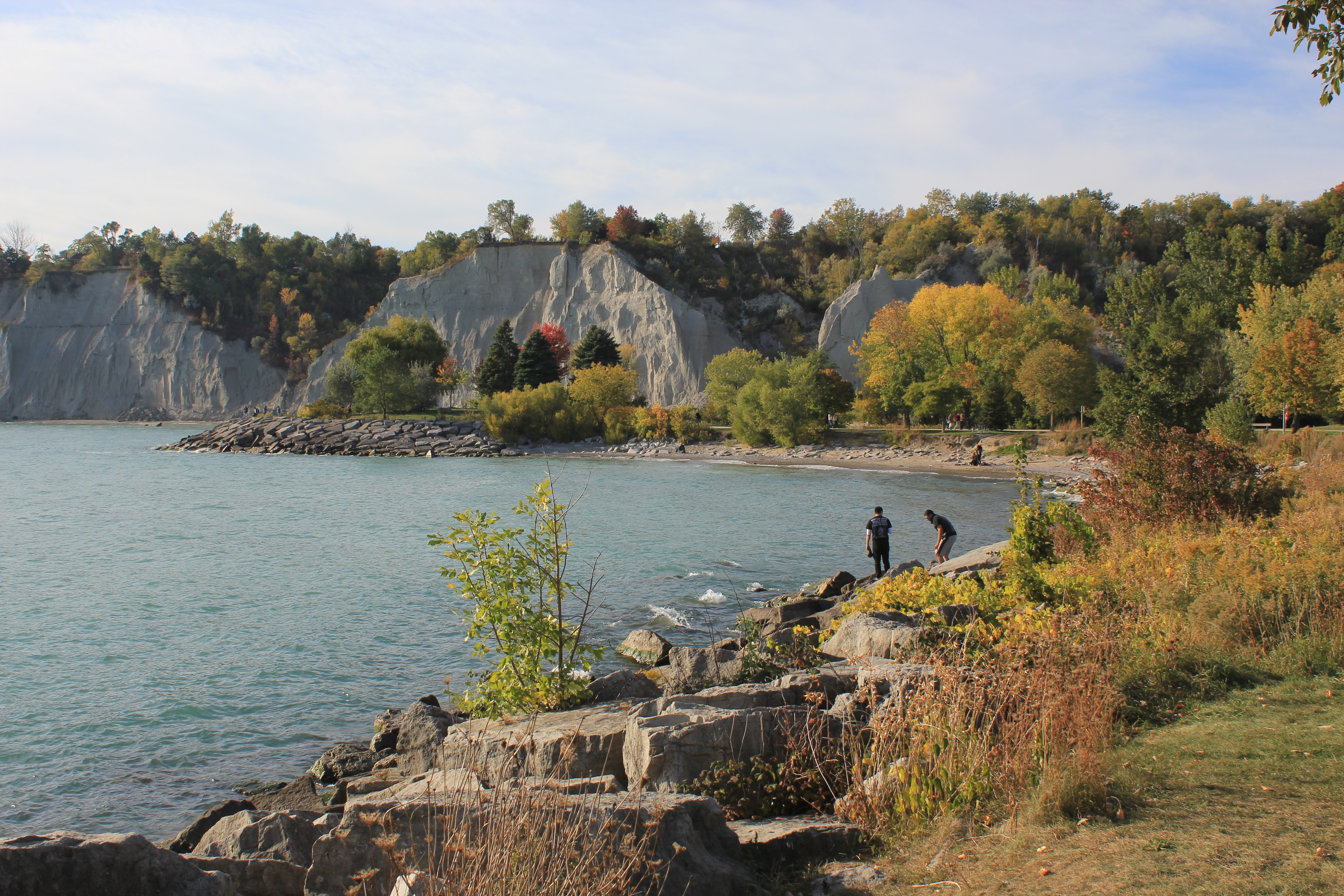
صورة توضح ارتباط مدينة "تورونتو" ببحيرة "أونتاريو"

تبلغ مساحة مدينة «تورونتو» الكندية 630 كم مربع (243 ميل مربع)، ويحدها جنوباً بحيرة «أونتاريو»، وغرباَ نهر «إتوبيكوك كريك» والطريق العام رقم 427، اما شمالاً فيحدها طريق «ستيليس» وشرقاَ نهر «الروج»، كما تمتد في المدينة عدة أنهار وجداول وهم نهر «الهامبر» غربا ونهر «الدون» شرق وسط المدينة بالإضافة إلى نهري «اتوبيكوك والروج».وكلاَ من نهر «الهامبرو وونهر الدون» يصبان جنوبا في بحيرة «أونتاريو» في خليج «هامبر» وميناء «تورونتو» وهما يشكلان أكبر واجهة بحرية للمدينة. وقد نتج عن كثرة الوديان «بتورونتو» والمحافظة عليها العديد من المزارع والغابات الكثيفة بمساراتها الترفيهية داخل المدينة. وتغطي الأشجار حوالي 17.5% من «تورونتو» وتعتبر هذه نسبة عالية في مدن أمريكا الشمالية وهناك مقترحات طموحة لتضعيف هذه النسبة.
ويعتبر شاطئ بحيرة «الإيركوا» من أهم المظاهر الجغرافية في المدينة وهذه البحيرة تكونت في نهاية الفترة الجليدية السابقة. وفي الطرف الغربي يتصل طريق «دافنبورت» بالخط الساحلي القديم يتصل طريق «دافنبورت» بالخط الساحلي القديم في الطرف الغربي والذي يرتفع تدريجيا ويصل أعلى من ناطحات السحاب في وسط المدينة التي يكمن رؤيته في جنوب شرق البلاد. فهو يربط شاطئ «أونتاريو» الحالي مع رأس «بلافز سكاربورو».
والبلاد المجاورة لمدينة «تورونتو» هي مدينتي "ميسيسوجا" و "برامبتون" التابعتي اقليمياً لبلدية "بيل ومدينتي "فوغان" و "ماركهم" التابعتي اقليمياً لبلدية "يورك" ومدينة ومدينة "بيكرينغ" التابعة اقليمياً لبلدية "دورهام". وتشمل منطقة تورنتو الكبرى البلديات الإقليمية لكلا من "هالتون" و "نيل" و "يورك" و "دورهام".
وتعتبر منطقة «تورنتو» الكبرى جزء من نظام بيئي طبيعي يعرف باسم «اقليم تورونتو الحيوي» ويحد هذا النظام كلا من بحيرة «أونتاريو» ونهر «نياجرا» ومرتفعات شجر البلوط. كما انه يشتمل على عدة أودية التي تصب في بحيرة «أونتاريو»، تقع بعض أجزاء «تورنتو» (مثل الهاي بارك ونهر الهامبر) في معظم الأجزاء الشمالية من منطقة غابات «كارولينا» التي توجد في أمريكا الشمالية. وفي مارس من العام 2005 كشفت حكومة «أونتاريو» النقاب عن حدود الحزام الأخضر حول منطقة «تورنتو» الكبرى كشفت حكومة «اونتاريو» النقاب عن حدود الحزام الأخضر في شهر مارس من عام 2005 بمساحة 7,200 كم2 تمتد من شلالات «نيجارا» إلى «بيتربورو». وقد تم تصميم الحزام الأخضر للحد من الزحف العمراني والمحافظة على المناطق الطبيعية الثمينة والأراضي الزراعية المحيطة بالمدينة. إلا أن هناك بعض المشاريع التنموية والتي تضمن عمل مجموعة من المنشآت السكنية المنفصلة وكذلك المرافق التجارية وتحاول هذه المشاريع الحصول على الموافقة لممارسة الضغط والنمو السكاني على الحزام الأخضر. وتعتبر «تورونتو» المدينة الأحدث في سلسلة المدن التي طبقت حدود النمو كوسيلة نوعا ما لتقييد النمو الحضري، بما في ذلك أوتاوا، بورتلاند، أوريغون، وفرانكفورت، وملبورن، وسول، ولندن، المملكة المتحدة

## المناخ
يعتبر مناخ تورنتو قاري معتدل بسبب بحيرة أونتاريو وبسبب قربها من بحيرة انتاريو ويعتبر الأكثر اعتدالاً في كندا وشرق جبال روكي. ويقع وسط مدينة تورنتو في منطقة الطقس القاري الرطب الموجود في الطرف الجنوبي الغربي لبحيرة أونتاريو والذي والذي يغطي الجزء الجنوبي للمدينة حيث ان معدل درجة الحرارة السنوي يتجاوز 9 درجة مئوية (48 درجة فهرنهايت). فهي تقع في المنطقة القاسية (6أ) وهناك درجة عالية من التباين من سنة إلى أخرى، وأحيانا حتى على مدى فترة من الأيام، وخاصة خلال أشهر الشتاء. ودرجة حرارة المياه في بحيرة أونتاريو تختلف بسبب الموجات المتقلبة من الماء البارد أو الأحواض الدافئة من المياه السطحية محدثة بذلك تباين حراري مركزي. أما المياه العميقة من البحيرة، والتي تبعد عن الشاطئ فتبقى عند درجة حرارة ثابتة من 4 درجة مئوية (39 درجة فهرنهايت)، وينتج عن ذلك اما البرد أو الدفيء (في الشتاء) وهذا بالطبع يتسبب في ليالي دافئة خلال الموسم البارد عندما تحدث الرياح البحرية في فصل الصيف فأنها تصبح دافئة لأنها تهب تجاه شاطئ البحيرة في المساء وعلى العكس فإن تأثير التبريد على ضفاف البحيرة يكون اقوى في أيام الربيع والذي يؤثر في مناخ تورنتو حتى تكثر من الدول الأخرى على البحيرات الكبرى لأنه أثناء الربيع فتكون الرياح السائدة هي المتجهة من الشرق إلى الجنوب الشرقي، وفي بعض الأحيان تكون درجة الحرارة أقل بعشر درجات عن المناطق الواقعة بعيدا عن بحيرة أونتاريو.
ويظهر في فصلي الربيع والخريف طقس متباين مع فترات متناوبة ما بين طقس ممطر ومشمس وجاف. وهذه الفصول قصيرة عندما نقارنها بفصلي الصيف أو الشتاء وكثيراً من الأيام في هذه الفصول مشمسة مع درجات حرارة لطيفة بدلا من الحارة أو الباردة والليالي عادة ما تكون باردة، ولكن نادراً ما يكون هناك صقيع اما الثلوج يمكن أن تقع في أوائل الربيع أو أواخر الخريف ولكن عادة ما يذوب بسرعة بعد ملامسته للأرض. وقد تحدث تغيرات في درجة الحرارة في هذه الأوقات المتغيرة من السنة (فقد تصل إلى 30 درجة مئوية (54 درجة فهرنهايت) في الحالات القصوى) وقد يحدث التغير في غضون فترة زمنية قصيرة بسبب التغير السريع في الكتل الهوائية والذي يمتد في جميع أنحاء القارة، ويتأثر طقس تورونتو بسبب الوضع النسبي للتيارات المائية ومسار العاصفة، التي تمر على المنطقة مع بعض التردد. ومتوسط يبلغ متوسط هطول الأمطار السنوي 831 ملم (32.72 انش).

## الشتاء وتساقط الثلوج
و قد تحدث فترات الجليد في معظم فصول الشتاء على الرغم من وجود البرد. تحدث الفترات الخالية من تساقط الثلوج في اغلب مواسم الشتاء على الرغم من برودة الجو ومع ومع هطول الأمطار تكون تصل درجات الحرارة احياناَ إلى اعلى من 10 درجة مئوية (50 درجة فهرنهايت)، ومتوسط تساقط الثلوج في فصل الشتاء هو 121.5 سم (47.8 انش) في محطة الأرصاد الجوية في وسط مدينة تورونتو و108.5 سم (42.72 انش) في المطار. ومتوسط الحد الأدنى/الحد الأقصى لدرجات الحرارة في شهر يناير هو (- 1 درجة مئوية (30 درجة فهرنهايت) / -7 درجة مئوية (19 درجة فهرنهايت) في المدينة. هناك فترات قليلة حيث تصل درجات الحرارة دون (-10 درجة مئوية (14 درجة فهرنهايت) أو أقل كثيرا ما يقل على 20 درجة مئوية (4 درجة فهرنهايت) ليلا (ولا سيما في الضاحية الشمالية)، مع برودة الرياح مما يجعلها تصل إلى وبرودة الرياح تجعلك تشعر وكان درجة الحرارة -30. وبسبب موقع وقوع مدينة تورنتو على الساحل الشمالي الغربي لبحيرة أونتاريو لم تصبح هدفا مباشراَ للعواصف الثلجية التي تضرب مدن البحيرة الكبرى الأخرى التي تقع في جنوب شرقي سواحل البحيرات. وعلى الرغم من هذا، فهناك اثنين أو أكثر من تساقط للثلوج الكثيف كل شتاء بمعدل مرتين أو أكثر من ذلك وعادة ما يخلف ذلك تكدس ما لا يقل عن 15 سم (5.91 بوصة) ويحدث هذا عادة بسبب قوة العواصف الشتوية المعروفة باسم «كولورادوز» أو «بانهاندل هوكس» والتي تنشط الرطوبة في الطريق المؤدي إلى البحيرات الكبرى. وقد يتنج عن هذه العواصف القوية رياح جنوبية شرقية التي تجلب المزيد من الرطوبة من بحيرة أونتاريو. وكثيرا ما تأتي هذه الرياح مع مزيج من الثلج وحبيبات وقطرات المطر المتجمدة واحيانا قطرات المطر العادية التي يمكن أن تعطل النقل وتعطل وتعطل إمدادات الطاقة في الحالات الشديدة. فقد حدث ان المطر تجمد في 22 ديسمبر 2013 وقد تسبب في إقحام 30% المدينة في ظلام دامس، واستمرت بعضها حتى بعد عيد الميلاد. مثل هذه العواصف قد ينتج عنها أيضا كميات ثلوج كبيرة، اكثرها في المناطق القريبة من بحيرة أونتاريو، وتسمر أحياناً عدة أيام أو أسابيع محدثة بذلك مزيدا من الفوضى. في 13 يناير 1999، قام عمدة تورونتو السابق «ميل لاستمان» بإستدعاء «القوات الكندية» قام عمدة تورونتو السابق «ميل لاستمان» باستدعاء القوات الكندية في الثالث عشر من شهر يناير عام 1999للمساعدة في إزالة الثلج الثلوج وتنظيف الشوارع. وفي غضون اثني عشر يوما، وقد سجلت محطة الطقس بوسط مدينة تورونتو في جامعة تورنتو (كلية ترينيتي القريبة من كوينز بارك) موسم من تساقط الثلوج بلغ متوسط معدله 118.4 سم (46.6انش)، والكثير منه بتأثير من بحيرة أونتاريو، وشهر يناير قد سجل رقما قياسيا لكنه بكونه اقل شهر تساقطت به الثلوج من مقارنة مع أكثر الشهور جليدا تساقط للثلوج وهو وهو شهر مارس من عام 1870 حيث وصل المعدل معدل تساقط الثلوج إلى 158.5 سم (62.4 انش) وقد سجل شهر فبراير 2008 رقما قياسيا لتساقط الثلج حيث بلغ معدل تساقط الثلوج لهذا الشهر مع 76.8 سم (30.2). وقد وصلت كمية تساقط الثلوج المتراكمة في فصل الشتاء عام 2007−2008 من 209.7 سم (82.6 انش) ف في وسط المدينة و (194.0 سم (76.4 انش) في المطار. وبالتساقط الكثيف للجليد في شهري يونيه ويوليو في نفس السنة جعل التساقط الكثيف للثلوج في شهري يونيو ويوليو عام 2008 الأكثر هطولا للأمطار برقم قياسي وصل إلى ما يزيد على 1,070 مم (42.1 انش) من مجموع هطول الأمطار الكلي.
و على النقيض من ذلك فقد سجل فصل الشتاء لعام 2011/2012 أقل كمية لتساقط للثلوج الموسمية حيث سجلت 41.8 سم (16.5 انش). وكان شهر مارس 2012 أكثر الشهور دفأ. وكان اقل تساقط للثلوج في عام 2006 حيث تساقط الثلج بمعدل 32.4 سم (12.8 انش). وقد وقد سجلت ظاهرة النينو بوصول كمية الثلوج إلى 52.4 سم (20.6 انش) في شتاء 2009/2010، وفي مارس 2010 لم يسجل أي جليد تساقط للثلوج وهذه وهذه الحالة لم تحدث منذ عام 1946، وتبعها بعد ذلك شهر أبريل وكان حيث كان الأكثر دفأَ على مر التاريخ

## الصيف
أقصى درجات الحرارة عادة تتراوح تتراوح اقصى درجات الحرارة عادة من 23 إلى 31 درجة مئوية (73 إلى 88 درجة فهرنهايت) والرطوبة والرطوبة تتراوح من معتدلة إلى عالية، ونظرا لوقوع ساهم وقوع مدينة «تورونتو» بالقرب من بحيرة أونتاريو، والبحيرات الأخرى، ولبعدها عن خليج المكسيك ساهم بدرجة كبيرة في محتوى الرطوبة في الصيف بدرجة كبيرة. وغالبا ما تزيد درجات الحرارة على 32 درجة مئوية (90 درجة فهرنهايت) في بعض الأيام ونادراً ما تتجاوز درجة الحرارة 38 درجة مئوية (100 درجة فهرنهايت)، ودرجات الحرارة الليلة عموما ما تكون قريبة من 20 درجة مئوية (68 درجة فهرنهايت) في المدينة ولكنها إلى 25 درجة مئوية (77 درجة فهرنهايت) عندما تشتد الحرارة. ويتخلل الصيف بعض الفترات الجافة والباردة خاصة في منطقة الجنوب وتشكل بعض فترات الحرارة خطراَ صحياً على البعض حيث انها تأتي مع ارتفاع نسبة الرطوبة ومستويات خطيرة من الضباب الدخاني المحمولة جوا. وحدوث العواصف الرعدية الصيفية هو أمر عادي وتحدث وتحدث هذه العواصف بسرعة في غرب وشمال المدينة وفي وفي المناطق المعرضة أكثر إلى ظاهرة نسيم البحيرة أو ظاهرة عواصف نسيم البحيرة والتي تكون حادة في فصل الصيف لوقوعها بين منطقة البحيرات العظمى وتنتقل هذه العواصف إلى المدينة في بعض الأحيان مما تتسبب في فيضانات محلية وبرق ورياح شديدة تؤدي إلى هدم الأشجار وخطوط الكهرباء.

## الظروف المناخية القاسية والأرقام القياسية
بالإضافة إلى الجليد، والعواصف الثلجية، والرياح والأمطار الغزيرة المصاحبة بالعواصف للعواصف المدارية، فهناك عواصف رعدية شديدة جداً وأعاصير لكنه نادراَ ما تحدث. وقد تم نشر تحذيرات تورنادو للمدينة لاحتمالية حدوث إعصار في المدينة في السنوات القليلة الماضية، ومع ذلك لم يتم التأكد من حدوث مثل هذه العواصف منذ الاعصار الضعيف الذي ضرب مدينة «سكاربورو» في منتصف التسعينات. فقد ضرب زوجين من التونادو الخطر الأعاصير الخطرة مدينة فوغان المجاورة لمدينة تورنتو خلال موسم الإعصارات في أغسطس عام 2009. وقد وقد تسببت العاصفة الاستوائية «اعصار هازل» في مقتل 81 شخص في أكتوبر من العام 1954 بسبب الفيضانات التي اجتاحت المنازل الواقعة على طول ضفاف النهر في «بحيرة أونتاريو». ويعتقد ان هناك عاصفة رعدية تسببت في تحطم رحلة الخطوط الفرنسية رقم 358 في أغسطس 2005، وبعدها بأسابيع قليلة تساقطت امطار غزيرة مسجلة رقما قياسيا جديد وكان الأسو منذ «إعصار هازل» مما جعل الكثير من الأجزاء الشمالية من تسجيل مطالبات التأمين في غضون ساعات. وسجلت بعض مقاييس المطر 175 ملم (7 بوصة) من الأمطار (أكثر من 100 مم (4 بوصة))في ساعة واحدة فقط، وقد ضربت عاصفة ممطرة شديدة معظم أنحاء مدينة «تورنتو» أثناء ساعة الذروة المسائية في يوم 8 يوليو 2013 تاركة كميات كبيرة من المطر، وقد غمرت المياه شوارع المدينة ومترو الإنفاق و
الطوابق السفلية وانقطعت الكهرباء لما يزيد على مليونين من السكان وتقطعت سبل المسافرين وكان لا بد من إنقاذ القطار من كان على متن القطار المغمور بالماء. ووصلت ووصلت كمية هطول الأمطار إلى 126.4 مم (5 بوصة) في مطار بيرسون، واستغرق الهطول ساعة ونصف. ومن المحتمل ان مطالبات التأمين ضد الفيضانات تجاوزت مطالبات التأمين ضد عاصفة 2005 بسبب زيادة المساحة المتضررة. وخلال موجه حرارة أمريكا الشمالية عام 1936، تجاوزت درجات الحرارة في وسط مدينة تورونتو 40 درجة مئوية (104 درجة فهرنهايت) في ثلاثة أيام متتالية (في 8 يوليه 2010) وقد كانت المدينة مجهزة في ذلك الوقت التعامل مع مثل هذه الموجه من الحرارة الشديدة، وأودت ضربة الشمس بحياة 225 شخصا في المدينة، ولم ولم تسجل أي وفيات من أسباب أخرى مثل الغرق. ومع ذللك فكان أكثر الشهور حراره هو شهر يوليه 1921 عندما كان متوسط درجة الحرارة القصوى في وسط المدينة 31.7 درجة مئوية (89 درجة فهرنهايت)، في حين أن كان متوسط درجة حرارة أكثر الشهور دفأَ هو 26 درجة مئوية (79 فهرنهايت)، وفي المطار وكان متوسط درجة حرارة أقصى الشهور في المطار هو 31.2 درجة مئوية (88 درجة فهرنهايت) في يوليه 1955.
وسجلت أقل درجة الحرارة من −33 درجة مئوية (−27 فهرنهايت)، في 10 يناير 1859. وقد سجلت أبرد درجة في مطار تورونتو بيرسون الدولي −31.3 درجة مئوية (−24 فهرنهايت) في 4 يناير 1981، وفي نفس اليوم سجلت أبرد الرياح −44.7. ووصلت درجة حرارة أبرد شهر إلى −12.6 درجة مئوية (9 درجة فهرنهايت) وكان ذلك في المطار في فبراير عام 2015، وفي وسط المدينة. وتشكل برودة الشتاء خطراً لأنها غالباً ما تأتي مع الرياح العاتية مخلفة أشخاص لا مأوى لهم في المدينة ومعرضين لقاضمات الصقيع وانخفاض حرارة الجسم.

## الاتجاه التصاعدي في درجة الحرارة
استناداً إلى السجلات العامة التي توفرها «البيئة الكندية»، متوسط درجة الحرارة السنوي زاد 1.5 درجة مئوية (2.7 درجة فهرنهايت) في مطار بيرسون على مدى العقد الماضي بالمقارنة بدرجات الحرارة العادية للثلاثون سنة من 1971−2000، وأكثر والمزيد من هذه الزيادة حدثت ليلا: وكان متوسط الحد الأدنى للحرارة هو 1.9 درجة مئوية (3.4 درجة فهرنهايت) أي أعلى من العقد الماضي. كان متوسط هطول الأمطار خلال الفترة نفسها قريبة من متوسط الفترة السابقة، وقد قل تساقط الثلوج شكلياً مع ارتفاع طفيف في هطول الأمطار. وحسب ترتيب الشهور، فالزيادات في متوسط درجات الحرارة حدثت في شهر سبتمبر أغسطس يناير وأبريل ونوفمبر في حين أنه لوحظ زيادة هامشية في متوسط درجة الحرارة لشهر مايو